# 中央 (横浜市西区)
中央（ちゅうおう）は、神奈川県横浜市西区の町名。文字通り区役所がある西区の中央で、現行行政地名は中央一丁目および中央二丁目。住居表示実施済み区域。

## 地理
横浜市西区のほぼ中心に位置し、石崎川右岸のほぼ平坦な地域。西区役所などの行政機関と、国道1号沿いや旧保土ヶ谷道沿いには商店があり、それ以外は住宅地となっている。旧戸部町の鎮守・杉山神社がある。
北は石崎川を隔てて平沼、東は戸部本町、南は伊勢町・西前町・西戸部町・藤棚町、西は藤棚浦舟通りを隔てて浜松町に隣接する。

### 面積
面積は以下の通りである。
| 丁目       | 面積 (km²) |
| ---------- | ---------- |
| 中央一丁目 | 0.131      |
| 中央二丁目 | 0.142      |
| 計         | 0.273      |

## 歴史
- 1878年（明治11年）：郡区町村編制法により、横浜区に編入されなかった区域が、久良岐郡戸部町となる。
- 1889年（明治22年）：町村制の施行により、太田村などとともに久良岐郡戸太村となり、その大字戸部となる。
- 1895年（明治28年）：戸太村が町制を施行し、久良岐郡戸太町大字戸部となる。
- 1901年（明治34年）4月1日：横浜市に編入され、横浜市西戸部町となる[6]。
- 1927年（昭和2年）10月1日：横浜市が区政を施行し、横浜市中区西戸部町となる[7]。
- 1928年（昭和3年）9月1日：西戸部町から、紅梅町・御所山町・天神町・石崎町・扇田町・杉山町・西前町・浜松町・藤棚町の各町が分立[8]、一部が戸部町、伊勢町、神奈川区西平沼町、神奈川区平沼町に編入される[9][8]。
- 1935年（昭和10年）7月1日：第2期町界町名地番整理事業（西戸部・中村町方面）の実施により、西戸部町の一部が老松町、藤棚町、御所山町、境之谷、野毛町、宮川町、日ノ出町に編入される[10]。
- 1944年（昭和19年）4月1日：区の再編に伴い、西区となる[11]。
- 1966年（昭和41年）
  - 5月1日：平沼地区の住居表示の実施に伴い、杉山町1～2丁目・扇田町1～2丁目・西前町1丁目・西前町2丁目の一部から中央一丁目、杉山町3～4丁目・扇田町3丁目・西前町3丁目の一部・藤棚町1丁目の一部から中央二丁目を新設する[12]。
  - 9月10日：平沼地区の住居表示の実施に伴い、中央一丁目の一部が戸部本町に編入される[12]。

## 世帯数と人口
2025年（令和7年）6月30日現在（横浜市発表）の世帯数と人口は以下の通りである。
| 丁目       | 世帯数    | 人口    |
| ---------- | --------- | ------- |
| 中央一丁目 | 2,565世帯 | 3,870人 |
| 中央二丁目 | 2,625世帯 | 4,155人 |
| 計         | 5,190世帯 | 8,025人 |

### 人口の変遷
国勢調査による人口の推移。
| 年                 | 人口  |
| ------------------ | ----- |
| 1995年（平成7年）  | 5,837 |
| 2000年（平成12年） | 5,864 |
| 2005年（平成17年） | 6,256 |
| 2010年（平成22年） | 7,064 |
| 2015年（平成27年） | 7,609 |
| 2020年（令和2年）  | 7,796 |

### 世帯数の変遷
国勢調査による世帯数の推移。
| 年                 | 世帯数 |
| ------------------ | ------ |
| 1995年（平成7年）  | 2,698  |
| 2000年（平成12年） | 2,922  |
| 2005年（平成17年） | 3,319  |
| 2010年（平成22年） | 3,985  |
| 2015年（平成27年） | 4,240  |
| 2020年（令和2年）  | 4,682  |

## 学区
市立小・中学校に通う場合、学区は以下の通りとなる（2024年11月時点）。
| 丁目       | 番地 | 小学校             | 中学校           |
| ---------- | ---- | ------------------ | ---------------- |
| 中央一丁目 | 全域 | 横浜市立西前小学校 | 横浜市立西中学校 |
| 中央二丁目 | 全域 | 横浜市立西前小学校 | 横浜市立西中学校 |

## 事業所
2021年現在の経済センサス調査による事業所数と従業員数は以下の通りである。
| 丁目       | 事業所数  | 従業員数 |
| ---------- | --------- | -------- |
| 中央一丁目 | 162事業所 | 1,479人  |
| 中央二丁目 | 215事業所 | 1,010人  |
| 計         | 377事業所 | 2,489人  |

### 事業者数の変遷
経済センサスによる事業所数の推移。
| 年                 | 事業者数 |
| ------------------ | -------- |
| 2016年（平成28年） | 422      |
| 2021年（令和3年）  | 377      |

### 従業員数の変遷
経済センサスによる従業員数の推移。
| 年                 | 従業員数 |
| ------------------ | -------- |
| 2016年（平成28年） | 2,488    |
| 2021年（令和3年）  | 2,489    |

## 施設
中央一丁目
- 横浜市西区役所（西区総合庁舎）
- 横浜市水道局 西・保土ヶ谷地域サービスセンター
- 横浜市西区休日急患診療所
- 戸部公園
- 杉山神社
- 横浜デザイン学院

中央二丁目
- 横浜市立西前小学校
- 藤棚商店街のうち、西前中央商店会、藤棚一番街
- シネマノヴェチェント
- 戸部警察署 浜松町交番

## その他

### 日本郵便
- 郵便番号：220-0051[3]（集配局：神奈川郵便局[22]）

### 警察
町内の警察の管轄区域は以下の通りである。
| 丁目       | 番・番地等           | 警察署     | 交番・駐在所 |
| ---------- | -------------------- | ---------- | ------------ |
| 中央一丁目 | 8〜9番 27〜33番      | 戸部警察署 | 高島交番     |
| 中央一丁目 | その他               | 戸部警察署 | 浜松町交番   |
| 中央二丁目 | 1〜8番 11〜14番 17番 | 戸部警察署 | 藤棚町交番   |
| 中央二丁目 | その他               | 戸部警察署 | 浜松町交番   |